# 三浦洋義
三浦 洋義（みうら ひろよし、1942年1月8日 - ）は、学校法人三浦学園の学園長・理事長。

## 人物・来歴
東京都出身。幼少よりポール・ヴィノグラドフ、豊増昇に師事しピアノの指導を受ける。
慶應義塾志木高等学校、慶應義塾大学経済学部卒業後、同大学ビジネススクール修了。米カリフォルニア大学バークレー校留学。
1964年東京オリンピックの際、英国選手団の通訳を務める。大学卒業後はシェル石油（現・出光昭和シェル石油）に勤務した。
1993年、日本音楽高等学校の創立者・三浦泰の死去に伴い、学校法人三浦学園の学園長・理事長に就任。2019年、令和元年度東京都教育功労者受賞。